# Metauten
Metauten  es un distrito y un municipio compuesto español de la Comunidad Foral de Navarra, situado en la Merindad de Estella, en la comarca de Estella Oriental y a 55,4 km de la capital de la comunidad, Pamplona. Su población en 2024 fue de 262 habitantes (INE). 
El municipio se divide en 6 concejos: Arteaga, Ganuza, Metauten, Ollobarren, Ollogoyen y Zufía.
Inicialmente adscrita a la zona no vascófona por la Ley Foral 18/1986, en junio de 2017 el Parlamento navarro aprobó el paso de Metauten a la Zona mixta de Navarra mediante la Ley foral 9/2017.

## Símbolos

### Escudo
El escudo de armas del distrito de Metauten tiene el siguiente blasón: 

Trae de oro y un árbol de sinople.

Este blasón corresponde a todo el municipio y de cada uno de sus lugares en particular, excepto Arteaga, que ostenta en su sello las cadenas de Navarra, pero sin la esmeralda en el abismo.

## Geografía

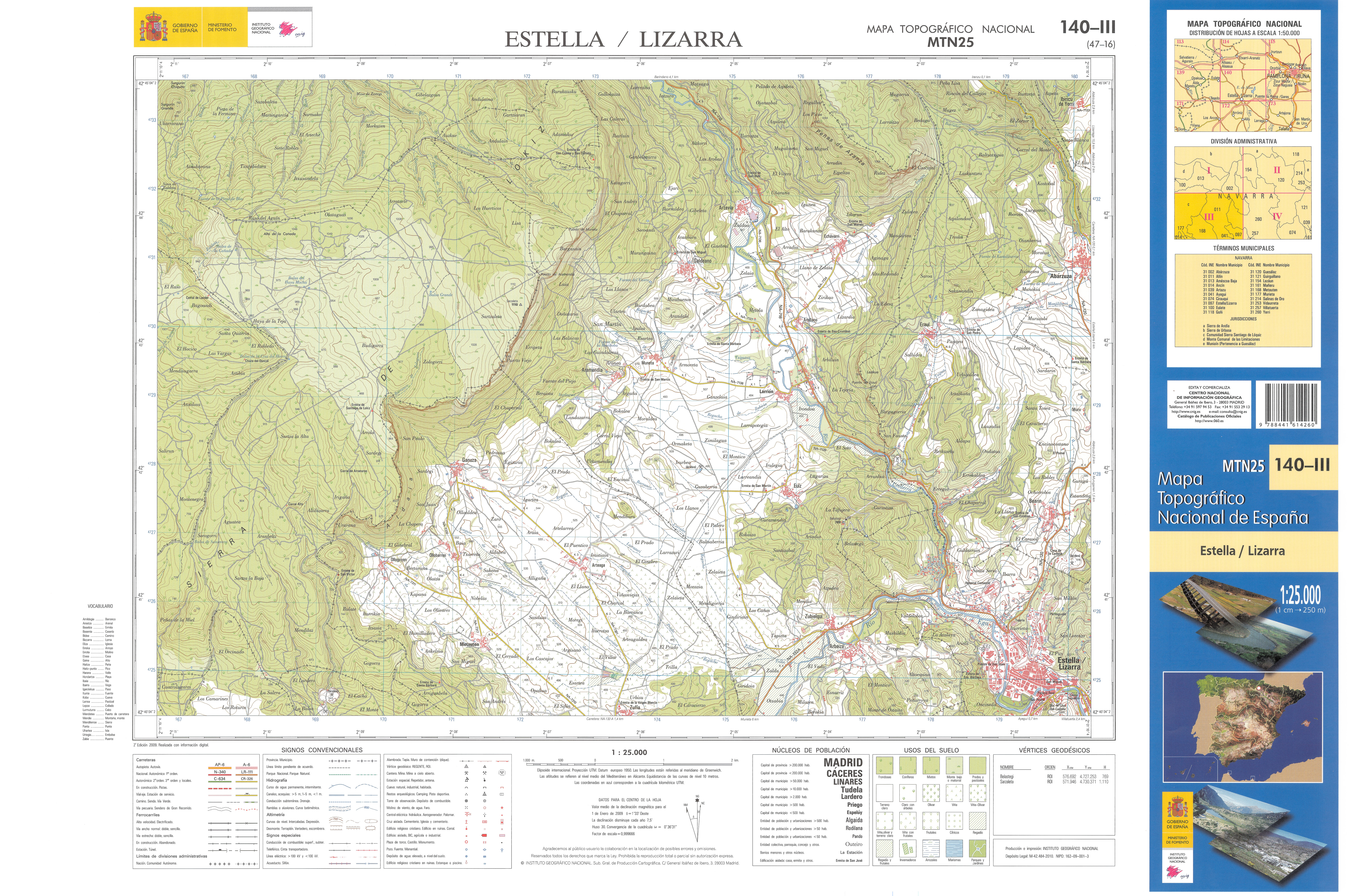
Fragmento 0140c3 del Mapa Topográfico Nacional de España del año 2009 a escala 1:25000 impreso y escaneado a 250 ppp. Se representan Metauten, el Valle de Allín y Estella.

Metauten está situado en la parte occidental de la Comunidad Foral de Navarra dentro de la comarca geográfica de Tierra Estella y su capital está situada a una altitud de 522 m s. n. m. Su término municipal tiene una superficie de 22,16 km² y limita al Norte y Este con el municipio de Allín, al sur con el de Igúzquiza y al oeste con la sierra de Santiago de Lóquiz.

## Demografía
Metauten cuenta con una población de 262 habitantes (INE 2024).
| Gráfica de evolución demográfica de Metauten entre 1857 y 2021 |
| |
| Población de derecho según los censos de población del INE Población de hecho según los censos de población del INEEntre el censo de 1857 y el anterior, aparece este municipio porque se fusionan los municipios las entidades: Artega, Ganuza, Metauten, Ollobárren, Ollogoyen y Zufía del partido judicial de Estella |

La población ha ido decreciendo paulatinamente desde mediados del siglo XIX debido al auge industrial, pasando de los alrededor de 150 habitantes a los 45 actuales, aunque solo la mitad de ellos reside de continuo en el pueblo.

## Administración y política

### Gobierno municipal

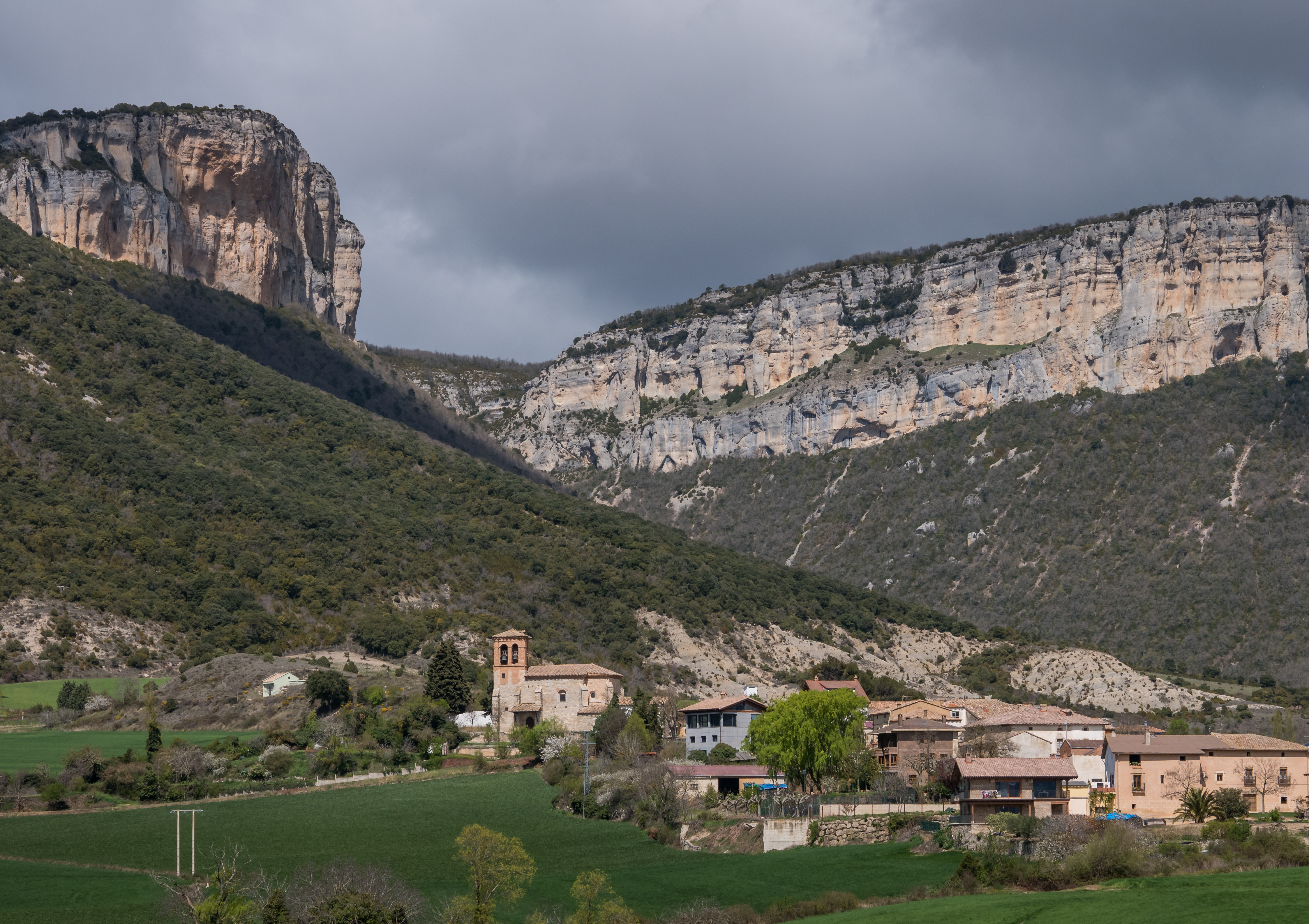
Vista de Ollobarren concejo del municipio de Metauten. Detrás, la sierra de Lóquiz

Metauten conforma un municipio el cual está gobernado por un ayuntamiento de gestión democrática desde 1979, formado por 7 miembros elegidos en las elecciones municipales según está dispuesto en la Ley Orgánica del Régimen Electoral General. La sede del consistorio está situada en la carretera de Ganuza, km 1. de la localidad de Metauten, dentro del término concejil de Metauten.
En las elecciones municipales de 2011, la Agrupación Independiente Sartzaleta fue la única formación que concurrió en las mismas obteniendo 127 votos (84,11% de los votos válidos) y los 7 ediles con que cuenta el Ayuntamiento de Metauten. En las elecciones se contabilizaron 155 votantes (63,01% del censo), 91 abstenciones (36,99%), 4 votos nulos (2,58%) y 24 votos en blanco (15,89%).
| Partido político                            | 2011  | 2011  | 2011       | 2007  | 2007 | 2007       |
| Partido político                            | Votos | %     | Concejales | Votos | %    | Concejales |
| Agrupación Independiente Sartzaleta (AISHT) | 127   | 84,11 | 7          | 98    | —    | 4          |
| Agrupación Progresista de Metauten (APM)    | —     | —     | —          | 89    | —    | 3          |

| Mandato    | Nombre del alcalde          | Partido político        |
| ---------- | --------------------------- | ----------------------- |
| 1979-1983  |                             |                         |
| 1983-1987  |                             |                         |
| 1987-1991  |                             |                         |
| 1991-1995  |                             |                         |
| 1995-1999  |                             |                         |
| 1999-2003  |                             |                         |
| 2003-2007  | Pedro Jesús Oroquieta Nieva | A. Progreso de Metauten |
| 2007-2011  | Juan Miguel Zudaire Landa   | A.I. Sartzaleta         |
| 2011- 2015 | Juan Miguel Zudaire Landa   | A.I. Sartzaleta         |
| 2015- 2019 | Andrea Catalá Andueza       | A.I. Sartzaleta         |
| 2019-      | Oihana Beraza Martínez      | A.I. Sartzaleta         |

### Organización territorial
El municipio se divide en los siguientes núcleos de población, según el nomenclátor de población publicado por el INE (Instituto Nacional de Estadística). Los datos de población se refieren a 2014.
| Entidad de Población | Población (2014) |
| -------------------- | ---------------- |
| Arteaga              | 35               |
| Ganuza               | 58               |
| Metauten             | 45               |
| Ollobarren           | 46               |
| Ollogoyen            | 20               |
| Zufía                | 85               |

## Historia
Integrado durante la Edad Media en el valle de Allín, tenía a mediados del siglo XIV una población socialmente mixta, compuesta de hidalgos y labradores pecheros.
Varias instituciones eclesiásticas poseyeron haciendas y tierras en el término municipal a principios del siglo XVIII, por ejemplo, los conventos de San Francisco y San Agustín de Estella tenían viñas en el paraje de Arangutía o Langutía; Juan A. de Arbizu, palaciano de Metauten, y el mismo convento de San Francisco de Estella, también poseían piezas en el término de Opakua por esa misma época.
Se cree que hacia la Edad Media, hubo núcleos habitados en Arguisano, en el extremo Noreste del término.
Antaño funcionaron tres tejerías en Metauten: la de Chandía en el término de La Tejería, la de Salinas debajo de Los Trancales, y la de Ancín en Matapiejos. La de Chandía fue la última en cesar su actividad a finales de la década de 1960, principios de los 70.

## Patrimonio

### Monumentos religiosos
La iglesia de San Román, en Metauten, es un edificio gótico renacentista de nave única en dos tramos. Frente al pueblo, en la cima del monte, se encuentra la ermita de Santa Bárbara, construcción de sillarejo enlucido, a la que se sube en romería cada 1.º o 2.º sábado de septiembre. Antaño existieron dos ermitas más, ahora desaparecidas: la de San Miguel y la de San Andrés, sitas en los parajes denominados con el mismo nombre.

### Monumentos civiles
Figuran en Metauten dos palacios como cabo de armería en la nómina del Reino de Navarra de 1799:
El primero lo obtuvo en 1666 lo obtuvo la casa de Juan Matías de Albizu, caballero de Calatrava, por un servicio al rey de 200 ducados. El escudo del palacio era «una puente azul en campo de oro y por afuera la señal del hábito de Calatrava».
El segundo palacio que obtuvo la merced real era propiedad de Ignacio Antonio Morrás, Albizu y Baquedano. Fue en el año 1675 y por 4000 reales de plata empleados para la muralla de Pamplona. El escudo era «de plata con una banda de sinople bordeada de gules».
En Arteaga también constaba otro palacio cabo de armería en la nómina, llegando a tres los anotados en este municipio.
Entre los edificios civiles, además, se cuenta con varias casas más blasonadas con escudos de los siglos XVI y XVII, siendo reconocibles las armas de los valles de Lana y de los Ancin.
Otro edificio emblemático es la escuela, una casa de piedra junto a la iglesia que cesó su actividad a mediados del siglo XX.